# Jo Nesbø
Jo Nesbø (Oslo, 29 de marzo de 1960) es un escritor y músico noruego.
Líder y cantante del grupo musical de rock noruego Di Derre. En 1997 publicó su primera novela negra Flaggermusmannen (El murciélago), que inaugura la serie del inspector Harry Hole, y que fue galardonada con el premio Riverton a la mejor novela negra noruega y el premio Glassnøkkelen a la mejor novela negra de los países nórdicos.

## Obras literarias

### Serie del comisario Harry Hole (novela negra)
1. El murciélago (Flaggermusmannen, 1997).
2. Cucarachas (Kakerlakkene, 1998).
3. Petirrojo (Rødstrupe, 2000).
4. Némesis (Sorgenfri, 2002).
5. La estrella del diablo (Marekors, 2003).
6. El redentor (Frelseren, 2005).
7. El muñeco de nieve (Snømannen, 2007).
8. El leopardo (Panserhjerte, 2009).
9. Fantasma (Gjenferd, 2010).
10. Policía (Politi, 2013)
11. La sed (Tørst, 2017)
12. Cuchillo (Kniv, 2019)
13. Eclipse (Blodmåne, 2022)

### Serie del Doctor Proctor (juvenil)
1. El doctor Proctor y los polvos tirapedos (Doktor Proktors prompepulver, 2007).
2. El doctor Proctor y la bañera del tiempo (Doktor Proktors tidsbadekaret, 2008).
3. El doctor Proctor y el fin del mundo. O no. (Doktor Proktor og verdens undergang. Kanskje, 2010).
4. El doctor Proctor y el gran robo (Doktor Proktor og det store gullrøveriet, 2012).

### Serie de Sicarios de Oslo
1. Sangre en la nieve (Blod på snø, 2015), Roja & Negra, 2020.
2. Sol de sangre (Mere blod, 2015), Roja & Negra, 2020.

### Obras independientes
- Stemmer fra Balkan/Atten dager i mai (1999), documental
- Karusellmusikk (2001), libro de relatos
- Det hvite hotellet (2007)
- Headhunters (Hodejegerne, 2008).[3] En 2011 se realizó una adaptación al cine dirigida por el noruego Morten Tyldum.[4]
- El heredero (Sønner, 2014)
- Macbeth (Macbeth, 2018)
- El reino (Kongeriket, 2020), Roja & Negra, 2021.[5]
- La casa de la noche  (2024)
- El rey de Os  (2024)

## Premios y reconocimientos
- Rivertonprisen 1997, por Flaggermusmannen
- Glassnøkkelen 1998, por Flaggermusmannen
- Bokhandlerprisen 2000, por Rødstrupe, y nuevamente en el 2008 por Snømannen.[6]
- Mads Wiel Nygaards legat 2002
- Tidenes beste norske krimroman, kåring i Nitimen 2004, for Rødstrupe

## Discos
- Den derre – Di Derre (1993)
- Jenter & sånn – Di Derre (1994) Opprinnelig utgitt som Kvinner & Klær - 11 sanger om kvinner og èn om jakka mi
- Gym – Di Derre (1996)
- Slå meg på – Di Derre (1998)
- Karusellmusikk – solo (2001)
- di beste med di derre – Di Derre (2006)